# لیتسانو
لیتسانو (به ایتالیایی: Lizzano) یک کومونه در ایتالیا است که در استان تارانتو واقع شده‌است.

## خصوصیات
لیتسانو ۴۶ کیلومترمربع مساحت و ۱۰٬۱۷۵ نفر جمعیت دارد و ۰ متر بالاتر از سطح دریا واقع شده‌است.